# Pedicia obtusa
Pedicia obtusa är en tvåvingeart som beskrevs av Osten Sacken 1877. Pedicia obtusa ingår i släktet Pedicia och familjen hårögonharkrankar. Inga underarter finns listade i Catalogue of Life.